# Caffè macchiato

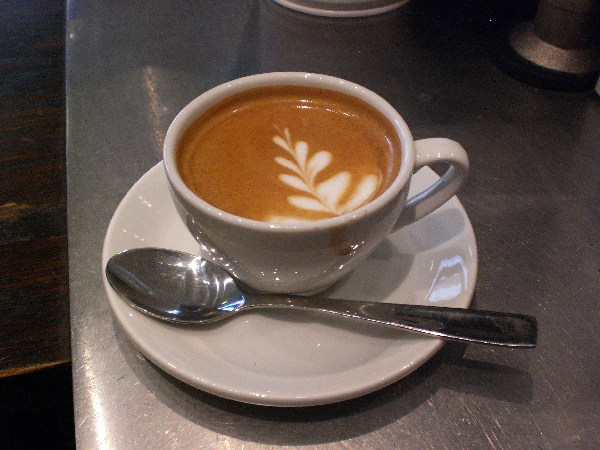
En espresso macchiato serverad i Oslo.

Caffè macchiato (italienska: 'fläckigt kaffe') är en kaffedryck med italienskt ursprung. Den består av en espresso (på italienska caffè) med lite ångad mjölk på toppen.
Drycken kallas ibland på svenska espresso macchiato eller enbart macchiato.